# Autonoe latifolia
Autonoe latifolia és una espècie de planta amb flors del gènere Autonoe dins la família de les asparagàcies (Asparagaceae). És una planta nativa de l'Àfrica nord-occidental, concretament de les Illes Canàries, el Sahara Occidental i el Marroc.

## Descripció
És una planta herbàcia perenne i vivaç, un geòfit amb bulb que pot atènyer el mig metre d'altura. Les fulles, habitualment entre 3 i 6, són lanceolades, basals i llargues, fins a 30 cm de longitud i de 4 a 5 cm d'amplada. Les flors són petites, el periant pot arribar a 6 mm de diàmetre, amb sis tèpals de color lilós. L'androceu és format per sis estams i al gineceu l'ovari és blau. Les flors s'agrupen en una inflorescència en raïm a l'extrem d'un escap. El fruit és una càpsula.

## Taxonomia
Aquesta espècie va ser publicada per primer cop l'any 1829, amb el nom de Scilla latifolia i atribució al botànic alemany Carl Ludwig Willdenow (1765-1812), a la primera part del setè volum de l'obra Caroli a Linné, equitis, Systema vegetabilium: secundum classes, ordines, genera, species. Cum characteribus, differentiis et synonymiis. Editio nova, speciebus inde ab editione XV. Detectis aucta et locupletata, publicada pels botànics austríacs Josef August Schultes (1773-1831) i Julius Hermann Schultes (1804-1840).

### Sinònims
Els següents noms científics són sinònims d'Autonoe latifolia:
- Sinònims homotípics

- Scilla latifolia Willd.

- Sinònims heterotípics

- Autonoe iridifolia (Webb & Berthel.) Speta
- Scilla iridifolia Webb & Berthel.